# Scopula subgastonaria
Scopula subgastonaria är en fjärilsart som beskrevs av Edward P. Wiltshire 1982. Scopula subgastonaria ingår i släktet Scopula och familjen mätare. Inga underarter finns listade.